# 櫻井麻美 (タレント)
櫻井 麻美（さくらい まみ、1983年9月30日 - ）は、医学博士、ビューティ＆ウェルネス専門職大学講師、株式会社サクラボ代表取締役。ミス・インターナショナル2006日本代表。

## 経歴・人物
1983年9月30日、千葉県に生まれる。
映像制作の仕事がしたくて多摩美術大学美術学部情報デザイン学科に入学。在学中からモデル活動はしていたがミスコンには縁がなかった。4年生のとき当時の所属事務所からミス・インターナショナル出場を勧められた。
在学中の2005年、ミス・インターナショナルの日本代表選出大会で優勝。大学の卒業制作審査会と日本代表大会の日程が重なり、どちらかを捨てなければならない可能性もあった。結局、審査会の日程がずれて大会に出場できた。大学は卒業したが、ミス・インターナショナル世界大会の準備のため映像作家は断念。映画の分野で知られる米国の名門大学へ入学する希望もあったが、ミスとしての職責を全うするため白紙撤回。
2006年4月、トヨペットの社会貢献活動「第31回ふれあいグリーンキャンペーン」の一環として桜の苗木を寄贈するイベントに参加。4月5日熊本市と阿蘇市へそれぞれ200本を寄贈。4月11日、東かがわ市へ40本を寄贈。
2006年10月12日、ミス・インターナショナル世界大会でTop12に残る。（3位までの）入賞は果たせなかったが審査員の得票数で4位だった。
2006年12月23日、恵比寿ガーデンプレイスで開催された「ユニセフ ハンド・イン・ハンド募金」中央大会へゲストボランティアとして参加。
世界大会の後、骨盤矯正の本のモデルの仕事がたまたま巡ってくる。生理不順と生理痛を骨盤ストレッチにより改善した経験から、運動療法を学び、骨盤矯正に関する資格を取得する。骨盤の調整を土台としたボディワーク（骨盤呼吸、骨盤矯正ストレッチ、姿勢矯正、骨盤ウォーキングなど）とスムージーによる美しく健康な身体作りを指導。美と健康をテーマにテレビなどに呼ばれる仕事も増えた。
2011年 - 2012年、レースクイーンの大関沙織のモデルレッスンおよびピルビスワークを担当。
2012年7月12日 - 9月15日、8回にわたって「丸の内朝大学」の「DoleスムージーとBeauty Lifeクラス」の講師。
2013年1月から3月まで、NHK文化センター青山教室（東京都港区南青山）で5回にわたってスムージーライフに関する講座の講師。
2013年3月25日、「トラベルガールズフェスタ2013」の一環としてハイアットリージェンシー東京（東京都新宿区西新宿）で行われた「旅先でできる簡単ストレッチ」の講師。
2013年5月16日、東京都港区赤坂で『櫻井麻美の美脚塾』の出版記念イベント。ユーストリームでも配信された。
2015年6月28日、第1回いしのまき復興マラソンの「10km高校・一般女子49歳以下」の部に出場。記録・1時間4分23秒。
2015年10月25日、第38回京都府民総合体育大会オープニングフェスティバルの一環として口丹波勤労者福祉会館（京都府南丹市八木町）で行われた「美脚ウォーキング・スムージー教室」講師。 
2016年11月27日、長野県下伊那郡阿智村で開催された第48回阿智村駅伝大会ゲストランナー。走った後モデルウォークの体験会も行う。
2017年9月16日、南丹警察署の一日警察署長に任命される。
2018年3月31日、順天堂大学大学院医学研究科修士課程修了。同日、「4月からは大学院医学研究科博士課程で呼吸とストレッチ、自律神経の研究をする」と、ブログを閉鎖。3月15日に行われた平成29年度修了式では、同課程修了生（26名）の総代を務める。
2019年1月から株式会社サクラボ代表取締役。
博士課程では、フラボノイドの一種であるタキシフォリンの研究を始める。ヒト内臓脂肪細胞を用いた研究で、カラマツから抽出されるタキシフォリンが脂肪細胞の増加を抑制し、脂肪の炎症を抑える性質に着目、メタボリックシンドロームの治療薬としての可能性を見出した。タキシフォリンが前駆脂肪細胞から脂肪細胞への分化を抑制すること、脂肪細胞から分泌される炎症物質の産生を抑制する作用があることを初めて明らかにし、博士論文にまとめた。その論文は2022年3月、アメリカの医学雑誌Advances in Pharmacology & Clinical Trialsに掲載された。2022年3月31日、博士課程修了。
2023年4月1日に開校したビューティ＆ウェルネス専門職大学のビューティ＆ウェルネス学部講師。

### 人物
趣味は絵を描くこと、食べ歩き、キックボクシング。特技はポジティブ思考、忍耐力、映像制作。
2023年現在、既婚

## 出演

### 映画
2008年6月21日、『えんこえれじー 浅草哀歌』（エム・エフボックス）

### テレビ
- ヒルナンデス!（2011年9月10日、日本テレビ）[要出典]
- 7スタLIVE（2011年12月、テレビ東京）[要出典]
- はなまるマーケット（2012年7月、TBS）[要出典]
- なるほど!ホームドクター（2012年、BS-TBS、健やか体（BODY）RABOのコーナーのみ、檜木萌とコーナー出演）[要出典]
- なないろ日和!（2014年7月、テレビ東京）[要出典]
- Beauty Recipe～キレイになる賢い時間の過ごし方～（2014年12月、フジテレビ）[要出典]
- 趣味の園芸 やさいの時間 (NHK、2015年11月15日・2016年4月17日)[要出典]

### CM
- 日本生命
  - 「ご契約内容確認活動　～秋篇～」 - 福岡パートのトータルパートナー役
  - 「ご契約内容確認活動　笑顔をお届けする仕事篇」- 後輩トータルパートナー役
- 武田薬品工業株式会社「アリナミンR」

## 出版

### 著書
- 櫻井麻美『脂肪燃焼、むくみ、冷えなど脚の悩みを解消！ 櫻井麻美の美脚スムージー』主婦の友社、2013年2月6日。ISBN 978-4-07-286232-2。
- 櫻井麻美『櫻井麻美の美脚塾 美脚呼吸と骨盤ストレッチで脚が細くなる！長くなる！まっすぐになる！』主婦の友社、2013年4月26日。ISBN 978-4-07-286210-0。

### 論文
- Sakurai M; Hu A, Yamaguchi T, Tabuchi M, Ikarashi Y, Naraoka Y, Kobayashi H (2022-03-03). “The Bioactive Flavonoid Taxifolin Inhibits Differentiation and the Production of the Inflammatory Cytokine Interleukin-6 in Cultured Human Adipocytes”. Advances in Pharmacology & Clinical Trials (Medwin Publishers) 7 (1). doi:10.23880/apct-16000195. ISSN 2474-9214.

### 雑誌
- 特集「ピルビスワーク」『Slim Love』Vol.1（2012年1月、マキノ出版）
- 特集「美脚ピルビスワーク」『Slim Love』Vol.2（2012年5月、マキノ出版）
- 連載「オフィスdeストレッチ」『シティリビング』（2012年10月 - 、サンケイリビング新聞社）
- 「櫻井麻美の美脚トレーニング」『美的』（2013年9月号、小学館）
- 「母になる 産前・産後のストレッチ」『CREA』（2013年11月号、文藝春秋）
- 連載「マミーズ・ブート・キャンプ」『Emerson01』（2014年4月創刊号より。ギャンビット）
- 『美的』（2014年6月号、小学館）
- 「大人の美脚のつくり方」（監修）『Domani』（2014年9月号、小学館）
- 『an･an』No.1952（2015年4月発売）
- 『SAKURA』夏号（2015年5月発売）
- 「キレイを作るダイエット術」『anan SPECIAL』（2016年4月発売）

（）